# Януш, Анатолий Вячеславович
Анатолий Вячеславович Януш (1874—1919) — русский военный деятель, полковник (1915). Герой Первой мировой войны.

## Биография
После получения образования в Первом кадетском корпусе поступил в Павловское военное училище по окончании которого в 1895 году был произведён в подпоручики и выпущен в Орловский 36-й пехотный полк. В 1896 году был переведён в Финляндский лейб-гвардии полк с производством в подпоручики гвардии. В 1900 году произведён в поручики гвардии, в 1904 году в штабс-капитаны гвардии. В 1908 году произведён в капитаны гвардии.
С 1914 года участник Первой мировой войны, ротный командир Финляндского лейб-гвардии полка. В 1915 году произведён в  полковники, батальонный командир Финляндского лейб-гвардии полка. С 1917 года — командир 657-го Прутского пехотного полка, за период войны был четыре раза ранен и контужен в боях.

 
Высочайшим приказом от 12 января 1915 года за храбрость награждён Георгиевским оружием: 
За то, что командуя батальоном в бою у д. Старая Завада, с 9 по 13 октября 1914 года, отбил 11 атак превосходных сил противника, но позиции своей не уступил

Высочайшим приказом от 14 апреля 1915 года  за храбрость был награждён орденом Святого Георгия 4-й степени: 
За то, что в бою 27 августа 1914 г. под Гольчевым, когда роты трёх полков перемещались, объединил их под своей командой, организовал атаку ближайшего неприятельского окопа, довёл дело до штыков и захватил действующий защищаемый пулемёт

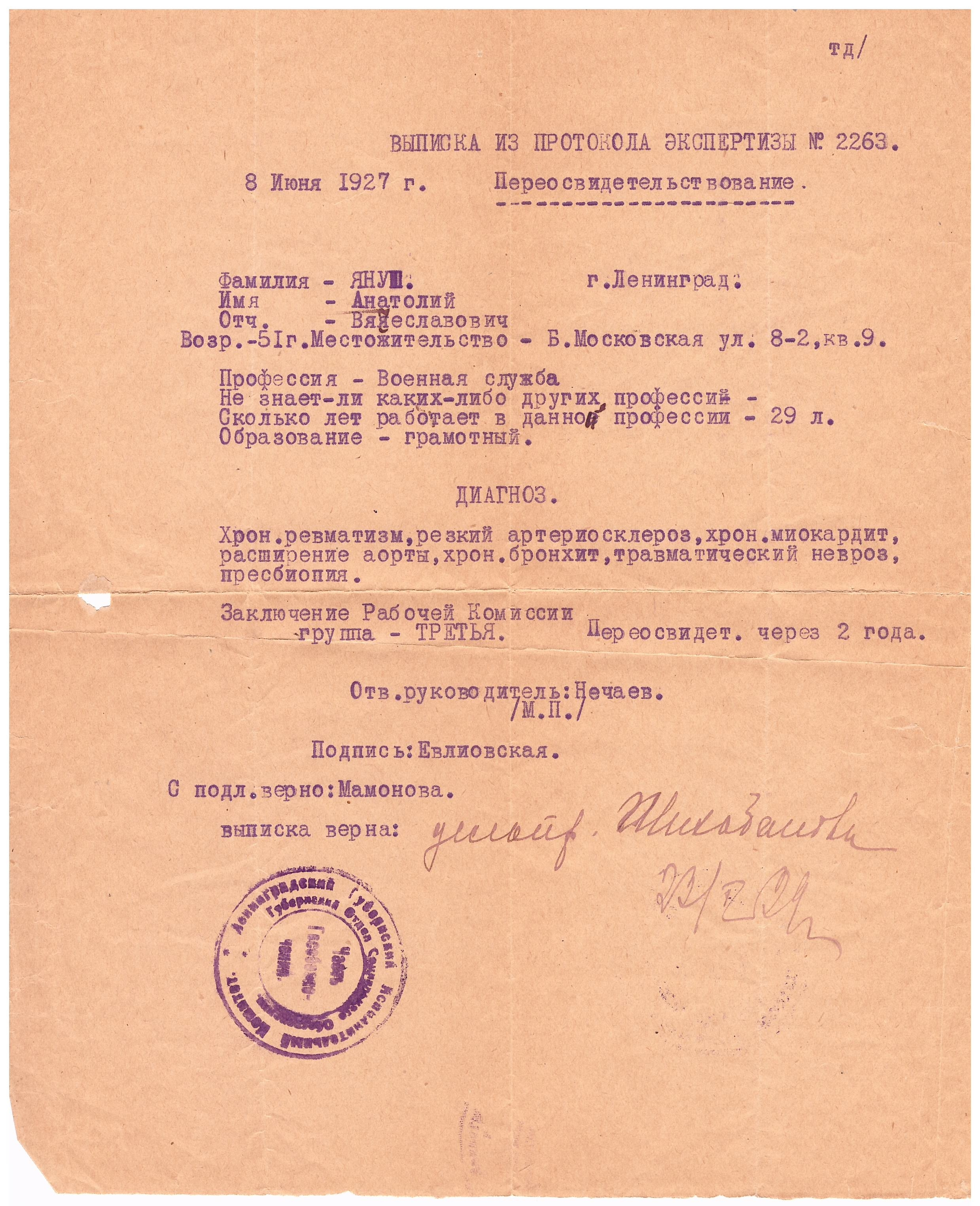
Выписка из протокола экспертизы, 1927 год

Скончался 3 мая 1919 года в Петрограде, похоронен на Смоленском православном кладбище.

## Награды
- Орден Святой Анны 3-й степени с мечами и бантом (ВП 03.04.1915)
- Орден Святого Станислава 3-й степени с мечами и бантом (ВП 02.06.1915)
- Орден Святого Станислава 2-й степени с мечами (ВП 08.04.1915)
- Орден Святой Анны 2-й степени с мечами (ВП 13.05.1915)
- Орден Святой Анны 4-й степени «За храбрость» (10.11.1914)
- Георгиевское оружие (ВП 01.06.1915)
- Орден Святого Георгия 4-й степени (ВП 14.06.1915)
- Орден Святого Владимира 4-й степени с мечами и бантом (ВП 11.03.1917)